# Gustav Schumm

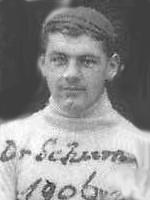
Gustav Schumm

Gustav Schumm (* 31. Juli 1889; † 1. Mai 1966) war ein deutscher Sportfunktionär und beim VfB Stuttgart Präsident, Rugby- und Fußballspieler. Er hat das System der heutigen Jugendarbeit im Fußball maßgeblich mitbestimmt.

## Sportliche Karriere
Im Alter von 14 Jahren war er im Stuttgarter FV 93, einem Vorgänger des VfB Stuttgart, als Rugby- und Fußballspieler aktiv. Schon als Spieler setzte sich Schumm beim FV 93 dafür ein, dass man mehr auf den Fußball setzte, als auf Rugby. Im Fußball trug Schumm bei den Aufstiegsspielen 1912 als wichtiger Leistungsträger maßgeblich zur Qualifikation des frisch fusionierten VfB Stuttgart für die damals erstklassige Südkreisliga bei.

## Leistungen als Funktionär
1918 wurde Schumm für ein Jahr Präsident des VfB Stuttgart. Dort organisierte er die Jugendarbeit neu, die bis dahin nur zwischen Jugendlichen (im Alter zwischen heutigen A- und C-Jugendlichen) und Zöglingen (D- und E-Jugend) unterschied. Er legte eine neue Einteilung der Jugendmannschaften in A-, B- und C-Jugend fest. Zusätzlich sah er erzieherische Maßnahmen vor. Dieses Konzept setzte er später auch beim DFB durch.
Als Fußballfunktionär übte er wichtige Funktionen im Verband aus. An seinem siebzigsten Geburtstag wurde er sowohl vom DFB als auch vom VfB für seine Verdienste geehrt. Er verstarb 1966 und wurde auf dem Stuttgarter Pragfriedhof im Beisein von WFV-Verantwortlichen und VfB-Präsident Fritz Walter bestattet.

## Sonstiges
Schumm legte 1907 das Abitur ab und nahm ein Studium der Physik und Mathematik in Stuttgart und Tübingen auf. 1913 absolvierte er das Vorbereitungsjahr für den Schuldienst. 1915 wurde er zum Militär eingezogen und im selben Jahr zum Leutnant der Reserve befördert. Er verbrachte längere Zeit im Lazarett und wurde schließlich aufgrund seines Asthmas als nicht kriegsverwendungsfähig eingestuft. Daneben war er an der Oberrealschule Cannstatt tätig. Nach dem Ersten Weltkrieg promovierte Schumm und wurde Physiklehrer an Stuttgarter Gymnasien. Ab 1918 war er für einige Zeit Mitglied der SPD. 1933 trat er der NSDAP bei (Mitgliedsnummer 2.866.785). 1939 wurde er stellvertretender Schulleiter der Oberrealschule Cannstatt und kurze Zeit später schließlich Schulleiter. Nach dem Zweiten Weltkrieg wurde Schumm 1947 in einem Spruchkammerverfahren als Mitläufer eingestuft und zu 1500 Reichsmark Geldbuße verurteilt.

## Ehrungen
Schumm wurde zum Ehrenspielführer des VfB Stuttgart ernannt. Die Stadt Stuttgart erkannte ihm den Titel „Sportpionier“ zu. 1953 wurde ihm das Verdienstkreuz am Bande der Bundesrepublik Deutschland verliehen.